# Huby Mayer
Huby Mayer (* 18. September 1954 in Innerfragant als Hubert Mayer) ist ein österreichischer Musiker.

## Leben
Mayer schrieb erste Lieder im Alter von 12 Jahren. In den frühen 1970ern gründete er die Band die original fidelen Mölltaler und zog in die Schweiz.
Er spielt nach eigenen Angaben 15 Instrumente, veröffentlichte über 70 Alben und soll über 3000 Lieder komponiert haben, darunter 180 Kärntnerlieder.
Mayer ist verheiratet und hat zwei Söhne. Er lebt in Flattach.

## Auszeichnungen
- Ehrenzeichen des Landes Kärnten
- Goldenes Verdienstzeichen der Republik Österreich (2010)